# YB
YB (también conocidos como Yoon Band y Yoon Do-Hyun Band) es una banda coreana de pop rock/hard rock integrada por cuatro músicos: Do-hyun Yoon vocalista, Joon Heo (más conocido como Baby J) en la guitarra, Jin-won Kim en la batería, y en el bajo Tae-hee Park.
Fundada en 1991 por su líder, el cantante Do-Hyun Yoon, la banda fue conocida en sus inicios como X Rhapsody tocando en varios locales nocturnos de la ciudad de Seúl, algunos de ellos de mala reputación. Hasta que a mediados de abril de 1993 se presenta la gran oportunidad de grabar su primer sencillo para evitar las confusiones y las comparaciones con la banda japonesa X Japan. A partir de ese momento la banda pasa llamarse igual que su líder y vocalista, y se da a conocer como la Yoon Band.
Hasta el momento la banda ha grabado ocho álbumes con diferente grado de aceptación. La Yoon Band también es conocida por sus fusiones de música tradicional y rock, llegando a utilizar instrumentos como el gayageum (instrumento tradicional coreano de doce cuerdas) y el daegeum (flauta tradicional coreana), creando un estilo musical que bien puede ser llamado folk-rock, aunque ellos prefieran llamarlo korean hard rock.

## Integrantes

### Do-hyun Yoon (En Coreano 윤도현 Yoon Do-Hyun)
Nacido en la aldea de Paju, provincia de Gyeonggi-Do, el 3 de febrero de 1972, desde pequeño mostró un gran talento para componer canciones aprendiendo a tocar la ármonica y la guitarra, instrumentos que domina a la perfección, siendo apodado como 가수 (Gasoo el trovador). Yoon declaró en una entrevista al diario coreano Choson Ilbo que llegó a Seúl en el verano de 1990 en la parte trasera de un camión de víveres, tan sólo con su guitarra, su armónica, la ropa que traía encima y sus canciones. Luego de trabajos nada relacionados con la música, junto a algunos amigos en la primavera de 1991 funda la banda X Rhapsody, que luego será conocida como la Yoon Band, siendo su vocalista e indiscutible líder.
Do-Hyun Yoon hoy en día es reconocido como uno de los mejores compositores de Corea. Además de su trabajo con la banda, Do-Hyun ha grabado algunos trabajos en solitario. Sin dejar la banda, hoy día también es el presentador del programa "Love Letter" (cartas de amor) transmitido por la cadena televisiva KBS en horario nocturno.

### Heo Joon 허준
Nacido en Daegu, provincia de Gyeongsan-Do, el 17 de septiembre de 1974, es el más joven de los integrantes de la banda, por lo cual es apodado Baby J. Llegó a la banda en el verano de 1992, su habilidad con la guitarra lo ha llevado a ser considerado como uno de los mejores guitarristas de Corea.

### Jin-won Kim 김진윈
Nacido en Sokcho, provincia de Gangwon-Do, el 23 de febrero de 1970, es el baterista de la agrupación. Quizás sea el primer amigo de Do-Hyun en Seúl, y junto con él fundó la banda en 1991. Su habilidad como baterista la desarrolló cuando aún estaba en el instituto. Jin-Won, junto con el líder del grupo Do-Hyun, es uno de los pilares de la banda.

### Tae-hee Park 박태희
Es el más viejo de los integrantes de la banda y el único nacido en Seúl el 19 de septiembre de 1969. También forma parte de la banda desde sus inicios, siendo el bajista de la misma, aunque también hace los coros. Es apodado "el perfeccionista" por ser el más autocrítico de los integrantes.